# Richard LaGravenese
Richard LaGravenese (Nova Iorque, 30 de outubro de 1959) é um roteirista e cineasta norte-americano. Como reconhecimento, recebeu indicação ao BAFTA 2014.